# Роузевелт Гарденс (Флорида)
Роузевелт Гарденс (енгл. Roosevelt Gardens) насељено је место без административног статуса у америчкој савезној држави Флорида.

## Демографија
По попису из 2010. године број становника је 2.456, што је 533 (27,7%) становника више него 2000. године.
| Група             | 2000.         | 2010.         |
| Белци             | 19 (1,0%)     | 33 (1,3%)     |
| Афроамериканци    | 1.878 (97,7%) | 2.369 (96,5%) |
| Азијати           | 0 (0,0%)      | 1 (0,0%)      |
| Хиспаноамериканци | 6 (0,3%)      | 49 (2,0%)     |
| Укупно            | 1.923         | 2.456         |